# Katedra św. Marcina z Tours w Rottenburgu
Katedra św. Marcina z Tours w Rottenburgu (niem. Dom St. Martin (Rottenburg)) - siedziba biskupa diecezji rottenbursko-stuttgarckiej.

## Historia
Na rottenburskim rynku stała w 1280 wczesnogotycka kaplica Matki Bożej. Parafia była erygowana we wsi Sülchen pod miastem i była poświęcona Świętemu Marcinowi. W 1424 na miejscu kaplicy na rynku został wybudowany kościół parafialny. Jego wezwanie, Świętego Marcina, zostało przejęte od kościoła w Sülchen. Ta trzynawowa bazylika miała nieregularny rozkład pomieszczeń, przy budowie pozostawiono fundamenty romańskiej wieży, której części do tej pory widać w chórze kościoła. W tym samym czasie powstał późnogotycki hełm wieży, jedna z najważniejszych części zabytkowych katedry. 58-metrowa wieża jest nadal symbolem miasta.
Pożar miasta z 1644 spowodował zasadniczą rekonstrukcję budowli, niezbędną do konsekracji w dniu 8 września 1655. Przy tej okazji styl kościoła został zmieniony na barokowy, wzmocniony kolumnami i wzbogacony o sklepienie kolebkowe. Zachował się jednak asymetryczny rozkład pomieszczeń.
W 1821 roku diecezja Rottenburg w granicach Królestwa Wirtembergii została powołana i Rottenburg am Neckar, miasto o największej liczbie ludności katolickiej, został siedzibą biskupa. Mimo oporów pierwszego biskupa Johanna Baptista von Kellera, kościół parafialny św. Marcina został podniesiony do godności katedry, ale pozostał w tym samym czasie zwykłym kościołem parafialnym w mieście. Ze względu na swoje architektoniczne nieprawidłowości i swe niewielkie rozmiary, nie był postrzegany jako kościół godny siedziby biskupa. Wszystkie nowe plany budowy zostały jednak wstrzymane.